# فارمویل (کارولینای شمالی)
فارمویل (به انگلیسی: Farmville) شهری در ایالت کارولینای شمالی کشور ایالات متحده آمریکا است که جمعیت آن در سرشماری سال ۲۰۱۰ میلادی، ۴٬۶۵۴ نفر بوده‌است.